# Labruge
Labruge es una freguesia portuguesa del municipio de Vila do Conde, con 5,75 km² de superficie y 2472 habitantes (2001). Su densidad de población es de 429,9 hab/km².